# Carole Montillet
Carole Montillet-Carles, född 7 april, 1973, är en fransk alpin skidåkare.  

## Karriär
Carole Montillet är född i Corrençon-en-Vercors, Isère, hon blev medlem i Villard de Lans skidklubb. Hon kom på fjortonde plats i både OS 1994 och 1998. 
I januari 2002 valdes hon ut av den franska olympiska kommittén att vara fanbärare vid invigningen av OS 2002 i Salt Lake City.
Hennes seger i störtlopp vid OS 2002 var hennes stora genombrott.  Det var första gången en fransk kvinna vann guld i alpin skidåkning sedan Marielle Goitschels triumf i Grenoble 1968. Hon tillägnade sin seger till Régine Cavagnoud, hennes lagkamrat som dog i en träningsolycka i 2001.
Hennes bravad var mer anmärkningsvärd eftersom hon hade fått ett flertal allvarliga inre skador tidigare i sin karriär.
Den 13 februari, 2006, mitt under träningen inför OS 2006 i Turin, kraschade Carole och blev förd till sjukhus i helikopter. Hon skadade sina revben och ryggen. Men hon hade bestämt sig för att delta i störtloppet som hon slutade tjugoåtta i. Många åkare hade klagat på att banan var för enkel, så arrangörerna ändrade på den. Hon slutade femma i Super-G några dagar senare.

## Resultat

### Världscupen (Total)
- 1991-1992: 105
- 1992-1993: 58
- 1993-1994: 58
- 1994-1995: 67
- 1995-1996: 31
- 1996-1997: 15
- 1997-1998: 26
- 1998-1999: 26
- 1999-2000: 55
- 2000-2001: 9
- 2001-2002: 16
- 2002-2003: 6
- 2003-2004: 5
- 2004-2005: 18

### Olympiska spelen
- Nagano
  - Störtlopp - 14
  - Super-G - 14
- Salt Lake City
  - Störtlopp 1
  - Super-G - 7
  - Storslalom - 18
- Turin
  - Störtlopp - 28
  - Super-G - 5

### Världsmästerskapen
- 1993 i Morioka 
  - Störtlopp - 8
- 1997 i Sestriere 
  - Störtlopp - 7
  - Super-G - 4
- 2001 i Sankt Anton 
  - Störtlopp - 10
  - Super-G - 5
- 2003 i St. Moritz 
  - Störtlopp - 7
  - Super-G - 14
- 2005 i Bormio 
  - Lag - 3

### Världscupen
- Super-G:
  - 2003 - 1
  - 2004 - 2
  - 2001 - 3
- Störtlopp:
  - 2004 - 3
  - 2005 - 7

Världscupsegrar
| Datum            | Plats                  | Disciplin |
| ---------------- | ---------------------- | --------- |
| 16 februari 2001 | Garmisch-Partenkirchen | Super-G   |
| 7 december 2002  | Lake Louise            | Störtlopp |
| 13 december 2002 | Val d'Isère            | Super-G   |
| 15 januari 2003  | Cortina d'Ampezzo      | Super-G   |
| 5 december 2003  | Lake Louise            | Störtlopp |
| 6 december 2003  | Lake Louise            | Störtlopp |
| 18 januari 2004  | Cortina d'Ampezzo      | Störtlopp |
| 1 februari 2004  | Haus im Ennstal        | Super-G   |